# Dineutus americanus
Dineutus americanus là một loài bọ cánh cứng trong họ van Gyrinidae. Loài này được Linnaeus miêu tả khoa học năm 1767.